# Estrilda cuanegra
L'estrilda cuanegra (Glaucestrilda perreini) és un ocell de la família dels estríldids (Estrildidae).

## Hàbitat i distribució
Viu entre la malesa del bosc i boscos de ribera del Gabon, República del Congo, oest i nord d'Angola, sud de la República Democràtica del Congo i sud de Tanzània, cap al sud, a través de Zàmbia, Malawi, Zimbabwe i centre i sud de Moçambic fins l'est de Sud-àfrica.